# 季孫行父
季孫 行父（きそん こうほ、? - 紀元前568年）は、中国春秋時代魯の正卿。姓は姫、氏は季孫、名は行父。季文子と呼ばれる。魯の荘公の弟である季友（公子友）の孫。季孫無佚（斉仲無佚）の子。

## 生涯
魯の文公6年（紀元前621年）夏、季文子は、使者として陳に赴き、陳から妻を迎えた。
同年秋、季文子は、使者として晋に赴いた。
文公12年（紀元前615年）、季文子は、軍を率いて諸と鄆に城を築いた。
文公13年（紀元前614年）、文公が鄭の穆公と棐の地で宴を催した際、鄭の子家（公子帰生）が詩経の「小雅」にある「鴻雁」の詩を歌って、小国の鄭に心をかけてほしい旨を寓すると、季文子は、「小雅」にある「四月」の詩を歌って、その労に堪え切れぬ旨を寓した。また、子家が「鄘風」にある「載馳」の第4章を歌って魯のとりなしを期待する旨を寓すると、季文子は、「小雅」にある「采薇」の第4章を歌ってまた晋に足を運ぶ意を寓した。穆公は、これに拝謝して、文公は、これに答拝した。
文公15年（紀元前612年）春、季文子は、単伯と子叔姫の釈放の口添えのために晋に赴いた。同年、単伯は釈放されて斉から魯に至り、12月には、周の匡王の命によって子叔姫が釈放されて魯に帰国した。
同年、斉の懿公が魯の西郊を侵犯した。文公16年（紀元前611年）春、魯と斉は講和することとなったが、文公が病を得たため、季文子を派遣して、陽穀にて斉の懿公と会合させた。季文子が結盟を請うたところ、懿公は承知せず、文公の快復を待ちたいと述べた。同年6月、文公は、東門襄仲（公子遂）を派遣して、郪丘にて懿公と結盟させた。
文公18年（紀元前609年）、莒の紀公が国人によって弑された。紀公には、太子僕があったが、後に季佗（後の厲公）が生まれると、太子僕を廃した。太子僕は、国人を動かして紀公を弑し、宝玉とともに魯に来奔して魯の宣公にこれを献上した。しかし、季文子は、太子僕が礼に反していることを理由に、司寇に命じて太子僕を国外に追放した。
宣公元年（紀元前608年）夏、季文子は、斉に赴き、恵公との会合を請うた。同年、宣公は、平州にて斉の恵公と会合した。
宣公の即位後、子家（公孫帰父）は、父の襄仲（公子遂）が宣公を擁立した因縁から、三桓氏を除いて公室の勢力を伸張しようと考えていた。そこで、子家は、晋に赴き、晋を利用して三桓氏を除くことを計画した。宣公18年（紀元前591年）冬に宣公が没すると、季文子は、朝廷において、「太子悪を殺して庶子（宣公）を擁立したのは襄仲である」と述べた。臧許（臧宣叔）はこれを聞いて怒り、「当時、襄仲の罪を裁けなかったからといって、その子である子家に罪はない。どうしても子家を除きたければ、司寇である私に任せてほしい」と述べ、襄仲の東門氏を放逐した。晋に赴いていた子家は、笙まで戻ったところで事態を知り、斉に逃れた。
成公2年（紀元前589年）春、斉の頃公が魯の北郊を侵犯した。同年6月、季文子・臧許・叔孫僑如（叔孫宣伯）・子叔嬰斉（公孫嬰斉、子叔声伯）は、軍を率いて晋の郤克・衛の孫良夫・曹の公子首とともに会同し、鞍の戦いで斉軍を破った。
成公4年（紀元前587年）夏、成公が晋に赴いた際、晋の景公が敬に欠けていたため、季文子は、晋侯はきっと無事には死ねないであろうと述べた。同年秋、成公が晋から帰国すると、楚に和議を求めて晋から離反しようとした。季文子がこれを諌めたところ、成公は、晋から離反することを取りやめた。
成公6年（紀元前585年）冬、季文子は、晋の遷都を祝うために晋へ赴いた。
成公8年（紀元前583年）春、晋の景公は、韓穿を魯に派遣して、汶陽の地を斉に返還させた。この時、季文子は、韓穿に対し、汶陽の地がもともと魯の領地であり、これを一時的に斉に奪われたものの、鞍の戦いでの勝利によって、晋が斉に命じてこれを魯に返還させたという経緯を説いた。この結果、諸侯が晋から離反したため、晋は、成公9年（紀元前582年）、蒲で会合し、成公7年（紀元前584年）の馬陵の盟を温め直すこととなった。
同年（成公8年）、晋の士燮（范文子）が魯へ来訪し、郯への侵攻を通告した。これは、成公7年（紀元前584年）に郯が呉に服従したからであった。成公は、出兵を遅らせてほしい旨を士燮に対して請うたが、士燮は、これを拒絶した。そのため、季文子は、後難を恐れて、叔孫僑如を派遣して郯を攻撃させた。
成公9年（紀元前582年）2月、宣公の公女伯姫が宋の共公に嫁いだ。同年夏、季文子が伯姫を宋へ送り届け、復命すると、伯姫の母である穆姜は、季文子の忠勤に対して感謝を述べた。
成公11年（紀元前580年）、晋の郤犨が来訪すると、同年夏、季文子は、その答礼のため、晋に赴いた。
成公16年（紀元前575年）、鄢陵の戦いに際して、叔孫僑如は、穆姜と通じて、季文子と仲孫蔑（孟献子）を排除しようとしたが、成公は、聞き入れなかった。成公は、壊隤にて待機している間に、仲孫蔑を都に留めて警備を強化させたため、鄢陵の戦いの当日になって壊隤を出発することとなり、出発が遅れることとなった。そのため、叔孫僑如は、晋の郤犨に使者を派遣し、成公が壊隤にて待機していたのは、晋と楚のどちらが勝つかを日和見していたからだと晋の厲公に対して讒言させた。その後、潁上の戦いに際して、叔孫僑如は、晋の郤犨に対して再び使者を派遣し、魯に季氏と孟氏があるのは、晋に欒氏と范氏があるがごときものであると述べ、郤犨が季文子を、叔孫僑如が仲孫蔑をそれぞれ殺害することを提案した。その結果、同年9月、季文子は逮捕されることとなった。成公は、季文子が逮捕されたと聞いて、公孫嬰斉を晋に派遣し、季文子を釈放するよう求めた。晋の郤犨は、公孫嬰斉に対し、魯の国政を担当する権限や、封邑を与える旨を提案したが、公孫嬰斉はこれに屈することはなかった。晋の士燮は、欒書（欒武子）に対し、季文子と公孫嬰斉がいずれも忠良なる人物であることを説いて、その結果、季文子は釈放されることとなった。同年冬10月、叔孫僑如は魯から追放され、斉へと逃亡した。同年12月、季文子は、扈において晋の郤犨と盟を交わし、帰国するや、公子偃を殺害した。また、叔孫僑如の弟である叔孫豹（叔孫穆子）を斉から呼び戻し、叔孫氏の後嗣とした。
成公18年（紀元前573年）、楚が宋に侵攻した際、晋の士魴が魯に来訪し、出兵を請うた。季文子が臧武仲に対して出兵の数を尋ねたところ、臧武仲は、成公17年（紀元前574年）に鄭に侵攻した際には下軍の佐である智罃（智武子）が来訪しており、今般、同様に下軍の佐である士魴が来訪したということは、鄭に侵攻した際と同じ兵数を出兵させればよいと進言したため、季文子は、これに従った。
襄公2年（紀元前571年）夏、成公の妻である斉姜が没した。かつて、穆姜は、自らのために立派な棺を作らせていたが、季文子は、穆姜を恨んでいたため、これを取り上げて、斉姜の葬儀に用いた。
襄公4年（紀元前569年）秋、襄公の母である定姒が没した。季文子は、定姒の葬礼を簡略にしたため、匠慶が諫言した。季文子が自らの棺に使うための木を植えていたため、匠慶がこれを定姒の棺材とするよう求めたところ、季文子は、簡略にせよと述べたが、匠慶が棺材として用いることを禁止することはなかった。
襄公5年（紀元前568年）、季文子が没した。季氏の家宰が葬礼の準備をしたが、家中には絹の着物を着た妾などはおらず、質素な暮らしぶりであった。これによって、宣公・成公・襄公の三代にわたって君主を補佐した季文子に蓄財が全くないことは忠のあらわれであると評された。